# Rudolf Arendt (Chemiker)
Rudolf Friedrich Eugen Arendt (* 1. April 1828 in Frankfurt (Oder); † 15. Mai 1902 in Leipzig) war ein deutscher Chemiker und Chemiedidaktiker.

## Herkunft
Seine Eltern waren der Buchbindermeister August Ferdinand Arendt († 1831) und dessen Ehefrau Johanna Henriette Schröder, eine Tochter des Bürgermeisters Wilhelm Julius Schröder.

## Leben
Sein Vater starb, als er gerade 3 Jahre alt war. Mit Hilfe von Verwandten konnte er dann die höhere Schule besuchen. Dort war er von der Naturwissenschaften insbesondere der Chemie fasziniert, daher ging er dann als Lehrling in eine Apotheke. Aber die Notwendigkeit Geld zu verdienen ließen in dann in die Buchbinderei seines Onkels Schröder wechseln. Er lernte die Stenographie, er machen es zunächst zu einem Nebenerwerb konnte dann aber soviel Geld verdienen, dass er die Buchbinderei aufgab. Er macht 1853 sein Rektoratsexamen und konnte nun sine maturitate Vorlesungen an der Universität besuchen. 1854 machte er sein Maturitätsexamen und wurde nun ordentlicher Hörer. Er musste aber weiterhin Geld verdienen und wurde schon bald Laboratoriumsassistent bei Otto Linné Erdmann. 1856 wechselte er dann an die landwirtschaftliche Versuchsstation in Möckern. Kurz darauf wurde dort Wilhelm Knop Leiter. Dieser förderte Arendt und so promovierte dieser 1859 in Leipzig mit der Arbeit Das Wachstum der Haferpflanze. Dabei konnte er den Transport von Nährstoffen durch die Pflanze bis in den Samen zeigen. 1861 wurde Arendt nun Lehrer für Naturwissenschaften, Technologie und Warenkunde bei der Öffentlichen Handelslehranstalt in Leipzig. 1862 übernahm er auch die Redaktion des Chemischen Zentralblattes von Knop. Er blieb auch Redakteur als das Blatt 1897 von der Deutschen Chemischen Gesellschaft übernommen wurde.

## Familie
Arendt heiratete 1861 Henriette Hentschel. Das Paar hatte einen Sohn und eine Tochter.

## Wirken
Seiner Zeit steckte die Ausbildung in Chemie noch in den Kinderschuhen. Erst unter Justus von Liebig wurde die Chemie als ernsthaftes Fach an den Universitäten gelehrt. In den Schulen blieb sie aber lange ein Stiefkind, da man der Meinung war, die Schüler zu überfordern. Hier setzte Arendt an und verfasste unter anderem den Beitrag zur „Didaktik und Methodik des Chemieunterrichts“ im Handbuch der Erziehungs- und Unterrichtslehre für höhere Schulen. Er war ein Vertreter des Anschauungsunterrichts und prägte diesen maßgeblich durch seine Schriften. Daher verurteilte er auch die systematische Unterrichtsmethode, weil hier die „Anordnung des Lehrstoffes nach den chemischen Elementen erfolgt und kein Bedenken besteht, verwickeltere Vorgänge den einfacheren voranzustellen“.

### „Methodischer Lehrgang“
Dem systematischen Chemieunterricht stellte Arendt seinen „Methodischen Lehrgang“ gegenüber:
1. Man schreite vom Einfachen zum Schwereren fort (Comenius, Diesterweg).
2. Es sind die Stoffe zu behandeln, die aus der täglichen Lebenserfahrung bekannt sind.
3. Die Einführung in die Chemie geschieht in der „Sprache des gewöhnlichen Lebens“.
4. Die chemische Reaktion bildet den Einteilungsgrad für den gesamten Lehrgang.
5. Die Stoffveränderungen sollen stufenweise erweitert werden und das „Verwickeltere muss sich dem Einfachen konzentrisch anlagern“.
6. Fortwährendes Zurückgreifen auf früher Erkanntes soll zu einer Systematisierung der Tatsachen führen.
7. Die Teile des Lehrganges müssen logisch miteinander verknüpft sein.
8. Die vermittelten Lehren müssen ein „geschlossenes Ganzes bilden“. Eine zusätzliche systematische Behandlung chemischen Wissens soll unnötig sein.
9. Der Lehrgang muss für alle Schulen passen. Kürzungen für die einzelnen Schularten sollen möglich sein.
10. „In passender Abwechslung und Folge“ ist sowohl die „induktive als auch die deduktive Methode zur Anwendung zu bringen“.

Arendts didaktische Prinzipien, die hier in seiner Sprache wiedergegeben wurden, enthalten wesentliche Inhalte und Konzepte der heutigen Chemiedidaktik. Dazu muss man nur die aktuellen Begrifflichkeiten einsetzen.
Arendt war außerdem davon überzeugt, dass Chemieunterricht auf rein experimenteller Grundlage zu erzielen sei. Dabei forderte er in seiner Didaktik neben Lehrerversuchen auch Klassenversuche.
Er veröffentlichte dazu ein Lehrerbuch der Experimentalchemie bereits 1881; dieses erschien 1962 mit demselben Titel in seiner 7. Auflage.
1893 wurde er in die Deutsche Akademie der Naturforscher Leopoldina aufgenommen.

## Werke (Auswahl)
- Grundriss der anorganischen Chemie. 2. Auflage. Leopold Voss, Leipzig 1881.
- Anorganische Chemie in Grundzügen. 2. Auflage. Leopold Voss, Hamburg / Leipzig 1894.
- Grundzüge der Chemie für den Unterricht an höheren Schulen. Johann Ambrosius Barth, Leipzig.
- Technik der Experimentalchemie. Anleitung zur Ausführung chemischer Experimente für Lehrer und Studierende. 2. Auflage. Leopold Voss, Leipzig 1892.
- Leitfaden für den Unterricht der Chemie und Mineralogie an höheren Schulen. Leopold Voss, Leipzig.
- Leitfaden für den Unterricht der Chemie und Mineralogie an höheren Lehranstalten. Leopold Voss, Leipzig.
- Technik der anorganischen Experimentalchemie. Hamburg / Leipzig 1910.